# Lesia Țurenko
Lesia Viktorivna Țurenko (n. 30 mai 1989, Volodîmîreț, RSS Ucraineană, URSS) este o jucătoare profesionistă de tenis din Ucraina. Cea mai bună clasare a carierei a fost locul 23 mondial. La momentul actual este pe locul 129 WTA.

## Legături externe
- Lesia Țurenko la Women's Tennis Association
- Lesia Țurenko la International Tennis Federation
- Lesia Țurenko pe site-ul Fed Cup